# 將軍澳體育館

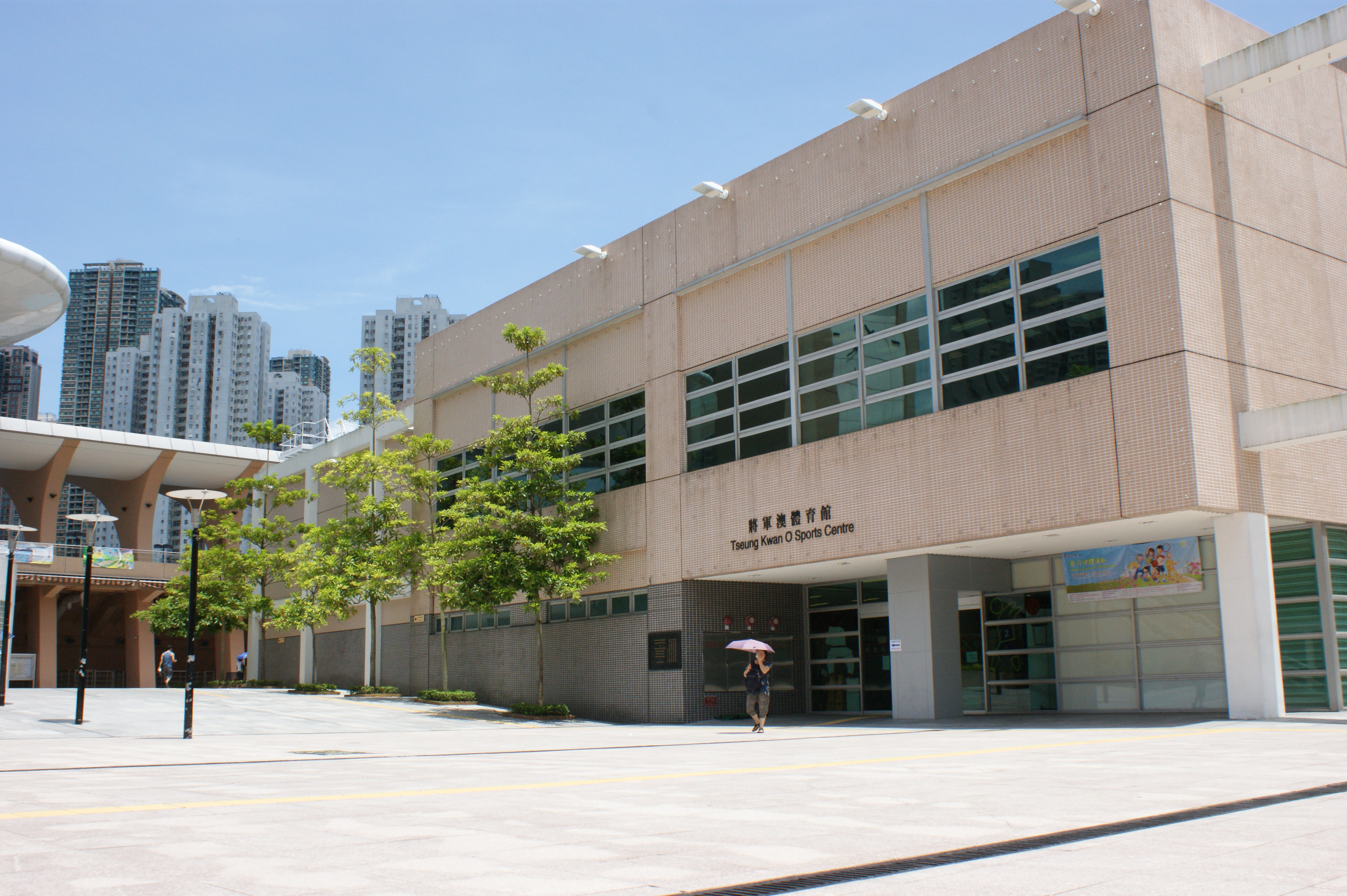
將軍澳體育館門外

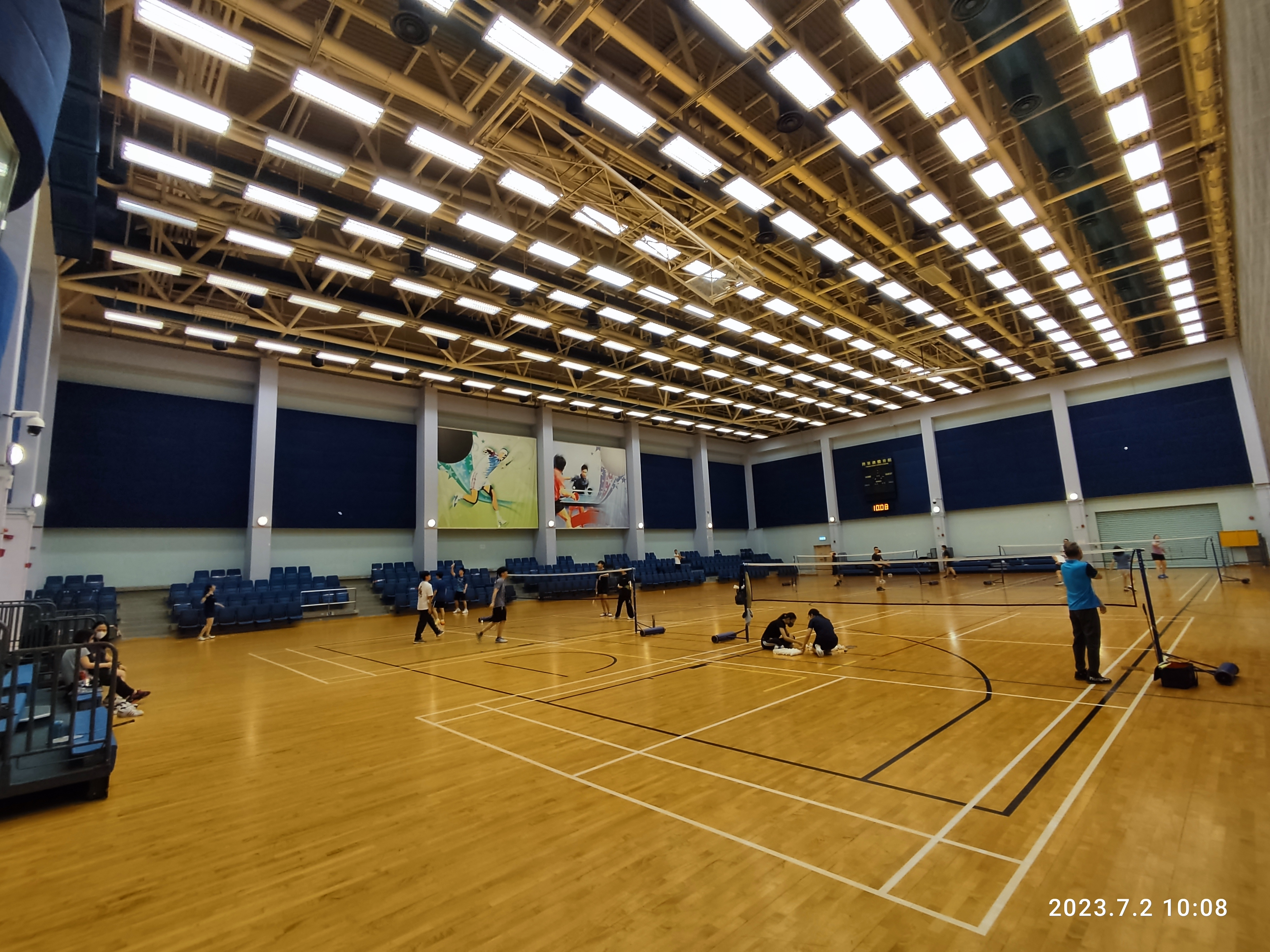
將軍澳體育館多用途主場

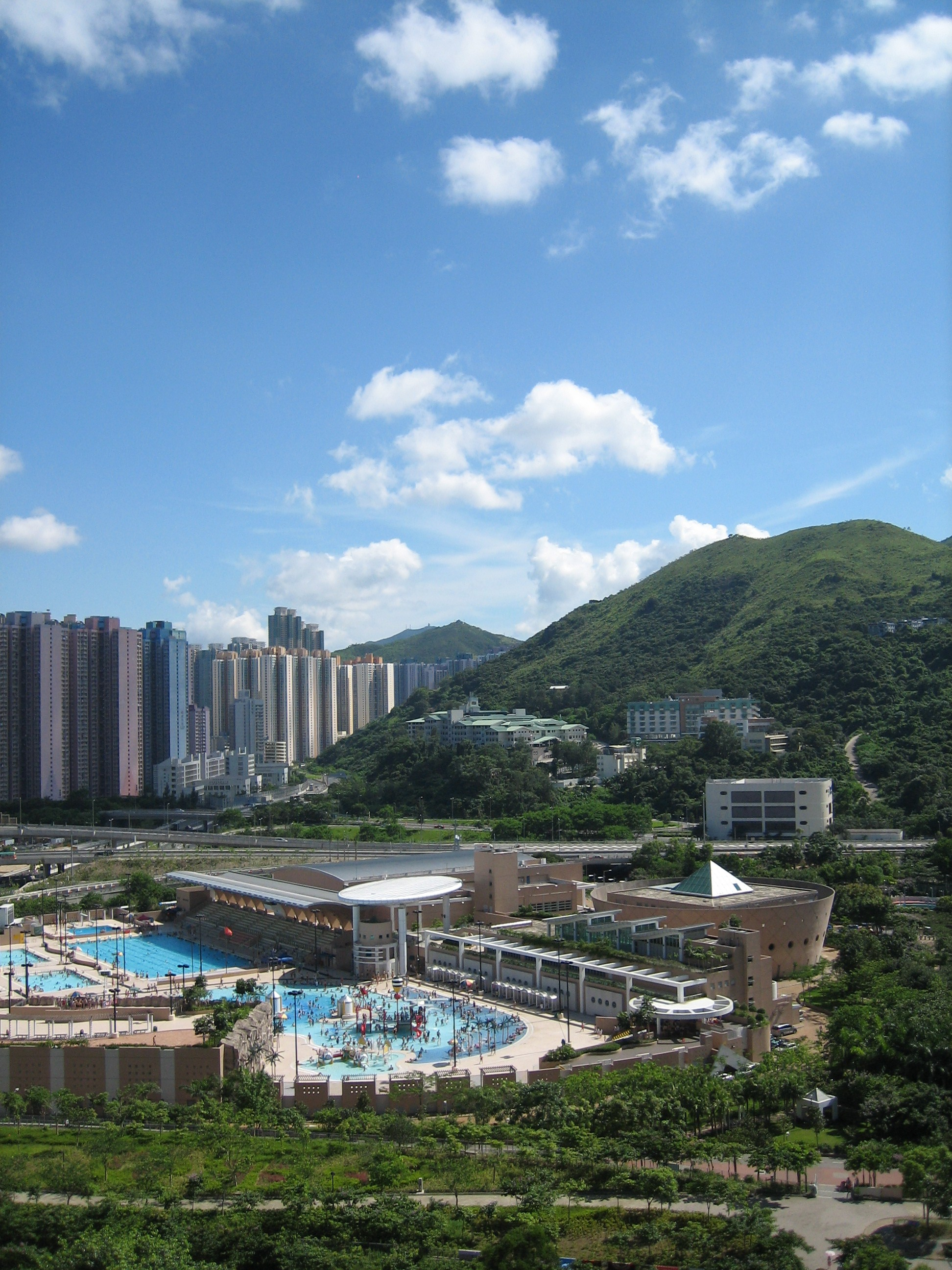
將軍澳體育館、圖書館及游泳池

將軍澳體育館（英語：Tseung Kwan O Sports Centre）位於香港新界西貢區將軍澳新市鎮運隆路9號，在將軍澳游泳池及將軍澳公共圖書館旁，2001年3月15日啟用，由康樂及文化事務署管理。

## 設施
將軍澳體育館設有1個多用途主場，可以用作8個羽毛球場、2個籃球場、2個排球場或者1個手球場。此外，設有3間壁球室，可以用作活動室或者乒乓球室。另外亦有一間健身室、2座面積分別約53平方米及約106平方米的多用途活動室，可以用以進行乒乓球或者舞蹈等活動。將軍澳體育館亦增設多項無障礙設施，包括：暢通易達洗手間、暢通易達升降機 (設有廣播裝置)、觸覺引路帶、視像火警警報、觸覺點字及觸覺平面圖、聆聽輔助系統

## 開放時間
將軍澳體育館的開放時間為：每日07:00-23:00（定期保養日除外：定期保養日為每月第1及第3個星期二07:00-13:00；如果遇上公眾假期，將會順延至翌日）

## 鄰近
- 港鐵寶琳站
- 寶康公園
- 將軍澳公共圖書館
- 將軍澳游泳池
- 港鐵坑口站

## 外部連結
- 將軍澳體育館 （页面存档备份，存于）